# Lucas Vidal
Pour les articles homonymes, voir Vidal.
Lucas Vidal, né le 6 mars 1984 à Madrid (Espagne), est un compositeur espagnol.
Il est principalement connu pour sa composition de la bande originale du film Fast and Furious 6, sorti en 2013.

## Filmographie

### Cinéma

#### Longs-métrages
- 2006 : Cathedral Pines de David Horgan
- 2009 : L'Île intérieure (La isla interior) de Dunia Ayaso et Félix Sabroso
- 2010 : L'Empire des Ombres (Vanishing on 7th Street) de Brad Anderson
- 2011 : Malveillance (Mientras duermes) de Jaume Balagueró
- 2011 : Green Guys de Cole Mueller
- 2012 : L'Ombre du mal (The Raven) de James McTeigue
- 2012 : Sans issue (The Cold Light of Day) de Mabrouk El Mechri
- 2012 : Invasor de Daniel Calparsoro
- 2013 : Afterparty de Miguel Larraya
- 2013 : Fast and Furious 6 (Furious 6) de Justin Lin
- 2013 : Mindscape de Jorge Dorado
- 2014 : Les Âmes silencieuses (The Quiet Ones) de John Pogue
- 2015 : Tracers de Daniel Benmayor
- 2015 : Personne n'attend la nuit (Nadie quiere la noche) d'Isabel Coixet
- 2015 : Kidnapping Mr. Heineken de Daniel Alfredson
- 2015 : Remember It d'Andreu Castro
- 2015 : Palmeras en la nieve de Fernando González Molina
- 2016 : Realive de Mateo Gil
- 2018 : L'Arbre de sang (El árbol de la sangre) de Julio Medem
- 2019 : Paradise Hills d'Alice Waddington
- 2020 : Chez moi d'Àlex et David Pastor

#### Courts-métrages
- 2006 : Hearth
- 2007 : God Bless America
- 2008 : Alba
- 2008 : Paper or Plastic
- 2009 : Basket Bronx
- 2010 : The Last Moments of Leopoldo Berenguer
- 2010 : Achille
- 2010 : The Martyr
- 2010 : In Utero
- 2010 : A Relative Stranger
- 2013 : Tale of Two Dads
- 2013 : Jenny
- 2014 : Hide and Seek
- 2015 : Vaca Paloma

### Télévision

#### Séries télévisées
- 2014 : I Premio Platino del Cine Iberoamericano
- 2018 : Élite
- 2022 : Jusqu'à ce que le sort les sépare

#### Téléfilms
- 2009 : Le Voyage fantastique du capitaine Drake
- 2009 : Thor et le marteau des dieux

#### Documentaires
- 2010 : Make Believe
- 2010 : Flamenco: A Way of Life
- 2012 : Mientras duermes: Making of